# Daiki Miya
Daiki Miya (jap. 宮 大樹, Miya Daiki; * 1. April 1996 in Toyonaka, Präfektur Osaka) ist ein japanischer Fußballspieler. 

## Karriere
Daiki Miya erlernte das Fußballspielen in der Jugendmannschaft vom Osaka Central FC sowie in den Schulmannschaften der Seimei Gakuin High School und des Biwako Seikei Sport College. Von Juni 2017 bis Dezember 2017 wurde er an Vissel Kōbe ausgeliehen. Der Verein aus Kōbe spielte in der höchsten Liga des Landes, der J1 League. Nach seiner Ausleihe wurde er von Vissel 2018 fest verpflichtet. Von August 2019 bis Januar 2020 wurde er an den Zweitligisten Mito Hollyhock nach Mito ausgeliehen. Für Mito absolvierte er zwölf Zweitligaspiele. Nach Vertragsende bei Vissel wechselte er 2020 zum Ligakonkurrenten Sagan Tosu nach Tosu. Für Sagan absolvierte er 14 Erstligaspiele. Im Januar 2021 nahm ihn der Erstligaaufsteiger Avispa Fukuoka unter Vertrag. Am 4. November 2023 stand er mit Avispa im Finale des Ligapokals. Hier besiegte man die Urawa Red Diamonds mit 2:1. Nach insgesamt 90 Ligaspielen wechselte er im Januar 2025 nach Nagoya zum ebenfalls in der ersten Liga spielenden Nagoya Grampus.

## Erfolge
Avispa Fukuoka
- Japanischer Ligapokalsieger: 2023